# Andrius Kubilius
Andrius Kubilius (n. 1956) é um físico e político lituano, e foi primeiro-ministro da Lituânia de 9 de dezembro de 2008 a 13 de dezembro de 2012, tendo ocupado anteriormente o cargo entre 1999 e 2000.